# Globus d'Or del 2011
La 68a cerimònia dels Premis Globus d'Or va tenir lloc a Beverly Hills (Califòrnia) el diumenge 16 de gener de 2011. Les candidatures van ser anunciades el 14 de desembre de 2010.
La cerimònia va ser presentada per l'humorista britànic Ricky Gervais.

## Calendari
| Data                               | Data límit                                                                                                   |
| ---------------------------------- | --- |
| Divendres, 29 d'octubre del 2010   | Data límit per a conferències de premsa de les entrades de televisió                                         |
| Divendres, 5 de novembre del 2010  | Data límit per presentar els formularis d'entrada als Globus d'Or                                            |
| Dimarts, 9 de novembre del 2010    | Anunci de premi a Cecil B. DeMille                                                                           |
| Dijous, 2 de desembre del 2010     | Termini de presentació de les paperetes de nominació a ser manades a tots els membres HFPA per Ernst & Young |
| Dimecres, 8 de desembre del 2010   | Final screening date for Motion Pictures                                                                     |
| Dijous, 9 de desembre del 2010     | Data límit per a les conferències de premsa de Motion Picture                                                |
| Divendres, 10 de desembre del 2010 | Data límit per rebre els vots de nominació per Ernst & Young                                                 |
| Dimarts, 14 de desembre del 2010   | Anunciament en viu de les nominacions a les 5AM PST/8AM EST                                                  |
| Dimecres, 15 de desembre del 2010  | Data límit per a la recepció de les sol·licituds de credencials dels mitjans de comunicació                  |
| Dilluns, 27 de desembre del 2010   | Paperetes finals enviades a tots els membres HFPA                                                            |
| Divendres, 31 de desembre del 2010 | Data límit de recepció de sol·licituds de credencials de publicistes                                         |
| Dimecres, 12 de gener del 2011     | Data límit de recepció de les paperetes finals per Ernst & Young                                             |
| Diumenge, 16 de gener del 2011     | Presentació de la cerimònia i transmissió en viu on NBC at 5PM PST/8PM EST                                   |

## Nominacions i guanyadors
Els guanyadors en negreta.

### Premi Cecil B. DeMille
Robert De Niro

### Cinema
| Millor pel·lícula | Millor pel·lícula |
| Drama | Musical o Comèdia |
| --- | --- |
| - La xarxa social - Black Swan - The Fighter - Inception - El discurs del rei | - Els nois estan bé - Alice in Wonderland - Burlesque - Red - The Tourist |
| Millor interpretació - Drama | |
| Actor | Actriu |
| - Colin Firth - El discurs del rei com a Jordi VI del Regne Unit - Jesse Eisenberg - La xarxa social com a Mark Zuckerberg - James Franco - 127 Hours com a Aron Ralston - Ryan Gosling - Blue Valentine com a Dean - Mark Wahlberg - The Fighter com a Mickey Ward                                                 | - Natalie Portman - Black Swan com a Nina Sayers - Halle Berry - Frankie and Alice com a Frankie/Alice - Nicole Kidman - Rabbit Hole com a Becca Corbett - Jennifer Lawrence - Winter's Bone com a Ree Dolly - Michelle Williams - Blue Valentine com a Cindy        |
| Millor interpretació - Musical o Comèdia | |
| Actor | Actriu |
| - Paul Giamatti - Barney's Version com a Barney Panofsky - Johnny Depp - Alice in Wonderland com a El Barreter Boig - Johnny Depp- The Tourist com a Frank Tupelo - Jake Gyllenhaal - Love and Other Drugs com a Jamie Randall - Kevin Spacey - Casino Jack com a Jack Abramoff                                     | - Annette Bening - Els nois estan bé com a Nic - Anne Hathaway - Love and Other Drugs com a Maggie Murdock - Angelina Jolie - The Tourist com a Elise Ward - Julianne Moore - Els nois estan bé com a Jules - Emma Stone - Easy A com a Olive Penderghast            |
| Actor secundari | Actriu secundària |
| - Christian Bale - The Fighter com a Dicky Eklund - Michael Douglas - Wall Street: Money Never Sleeps com a Gordon Gekko - Andrew Garfield - La xarxa social com a Eduardo Saverin - Jeremy Renner - The town: Ciutat de lladres com a James "Jem" Coughlin - Geoffrey Rush - El discurs del rei com a Lionel Logue | - Melissa Leo - The Fighter com a Alice Eklund - Amy Adams - The Fighter com a Charlene Fleming - Helena Bonham Carter - El discurs del rei com a Elisabet Bowes-Lyon - Mila Kunis - Black Swan com a Lily - Jacki Weaver - Animal Kingdom com a Janine 'Smurf' Cody |
| Millor director | Millor guió |
| - David Fincher - La xarxa social - Darren Aronofsky - Black Swan - Tom Hooper - El discurs del rei - Christopher Nolan - Inception - David O. Russell - The Fighter | - Aaron Sorkin - La xarxa social - Simon Beaufoy, Danny Boyle - 127 Hours - Stuart Blumberg, Lisa Cholodenko - Els nois estan bé - Christopher Nolan - Inception - David Seidler - El discurs del rei                                                                |
| Millor banda sonora | Millor cançó original |
| - Trent Reznor, Atticus Ross - La xarxa social - Alexandre Desplat - El discurs del rei - Danny Elfman - Alice in Wonderland - A.R. Rahman - 127 Hours - Hans Zimmer - Inception | - "You Haven't Seen the Last of Me" - Burlesque - "Bound to You" - Burlesque - "Coming Home" - Country Strong - "I See the Light" - Tangled - "There's a Place For Us" - The Chronicles of Narnia: The Voyage of the Dawn Treader                                    |
| Millor pel·lícula d'animació | Millor pel·lícula de parla no anglesa |
| - Toy Story 3 - Gru, el meu dolent preferit - Com ensinistrar un drac - The Illusionist - Tangled | - En un món millor • Dinamarca - Biutiful • Mèxic - El concert • França - The Edge • Rússia - Jo sóc l'amor • Itàlia |